# Barbados

Barbados

Barbados is een eilandstaat aan de meest oostelijke kant van het Caribisch gebied. De ministaat heeft een totale oppervlakte van 430 km². Het bestaat uit een enkel eiland, dat tot de Bovenwindse Eilanden van de Kleine Antillen behoort. Het wordt ook wel Little England of Bimshire genoemd.
Barbados is het meest oostelijk gelegen eiland van de Antillen; het ligt ongeveer 175 kilometer ten oosten van Saint Vincent. Aan de zuid- en de westkust liggen veel stranden met fijn zand en koraalriffen. Er heerst een tropisch klimaat met een gemiddelde temperatuur van 26 °C en overvloedige neerslag, vooral in het binnenland. Het regenseizoen duurt van juni tot november. Orkanen zijn in het gebied talrijk, maar door de zuidoostelijke ligging blijft Barbados vaak buiten schot.
De officiële munt is de Barbadiaanse dollar, onderverdeeld in 100 cent. De voertaal is Bajan, een creoolse taal. De officiële taal is Engels.
De naam Barbados komt van het Spaans of Portugees. De eerste Europese zeevaarders die er aankwamen vernoemden het eiland naar de veel voorkomende bebaarde vijgenboom "los barbados", een soort ficus met baardachtige luchtwortels.

## Geografie
Barbados ligt in de Atlantische Oceaan en bestaat voor het grootste gedeelte uit koraalkalksteen. Rondom het eiland komen baaien met koraalzandstranden voor, waaronder:
- River Bay (noordwesten)
- Gay's Cove (noordwesten)
- Long Pond (westen)
- Foul Bay (zuidwesten)
- Long Bay (zuidwesten)
- Oistins Bay (zuidoosten)
- Carlisle Bay (zuidoosten)
- Freshwater Bay (oosten)
- Paynes Bay (oosten)
- Alleynes Bay (oosten)
- Six Men's Bay (noordoosten)

Aan de noord- en oostkant van het eiland is de zee veelal te wild om te baden, al wordt er wel gesurft. De meeste toeristen zijn dan ook te vinden aan de Caribische zuid- en de westkust. De belangrijkste kapen zijn:
- Ragged Point (in het zuidwesten)
- The Chair (zuidwesten)
- Kitridge Point (zuidwesten)
- South Point (zuiden)
- Harrison Point (noordoosten)
- North Point (noorden)

Het land telt weinig rivieren van enige omvang. De grootste zijn Constitution River in Bridgetown en Long Pond in de gelijknamige baai. De hoogte van het eiland loopt niet geleidelijk, maar in de vorm van terrassen, op naar het noordwesten doordat het eiland uit fasegewijs opgestuwde zeebodem bestaat. De vier bekendste heuvels liggen dan ook allemaal op dezelfde heuvelrug in het noordoosten die een halve cirkel rond Long Pond beschrijft:
- Mount Hillaby (340 m, ten zuidwesten van Long Pond)
- Castle Grant (338 m, ten zuiden van Long Pond)
- Farley Hill (251 m, ten westen van Long Pond)
- Mount Stepney (246 m, ten noordwesten van Long Pond)

## Bevolking
Barbados heeft 287.375 inwoners, wat relatief veel is, gelet op het feit dat het eiland slechts een oppervlakte heeft van 430 km². De bevolkingsdichtheid bedraagt 685/km² (2020). Het land is dus overbevolkt, en de bevolking neemt nog steeds toe, met een groeipercentage van 0,26% per jaar.
Barbados heeft een vruchtbaarheidscijfer van 1,62 geboorten per vrouw. Volgens de laatste bevolkingsprognose van de Verenigde Naties zal de bevolking van Barbados dalen tot 277.011 in 2050 en tot 214.792 in 2100. De levensverwachting in Barbados is internationaal gezien hoog met 79,0 jaar.
De meerderheid van de bevolking stamt af van slaven uit Afrika. De minderheid wordt gevormd door Indiërs, Britten, Chinezen, Syriërs, Libanezen en Joden.

## Godsdienst
Circa 49,4% van de bevolking is christen. Naast de anglicanen (26,3%) zijn er veel christenen op Barbados die behoren tot de zogenaamde opwekkingskerken.
- anglicanisme 26,6%
- pinksterbeweging 10,6%
- methodisme 5,7%
- rooms-katholicisme 4,8%
- anders christelijk 2%

Naast het christendom treft men ook andere godsdiensten aan op Barbados, zoals het hindoeïsme, boeddhisme, baha'i en de islam.

## Geschiedenis
Op Barbados bestaat de bevolking voornamelijk uit afstammelingen van Afrikaanse slaven en mulatten. Het eiland werd vroeger bewoond door de Arowakken, die uitgestorven zijn door Europese ziekten en de zware omstandigheden waaronder zij slavenarbeid moesten verrichten. Zoals in veel andere Caribische landen werden ook hier slaven uit Afrika geïmporteerd. Het eiland werd bezocht door de Spanjaarden en de Portugezen, waarna het land door de Britten werd bezet in 1627. Op 16 april 1816 begon de zwaarste slavenopstand die Barbados heeft gekend, onder aanvoering van Bussa. In 1838 werd de slavernij definitief afgeschaft. Barbados was even lid van de West-Indische Federatie (1958-1962) en verkreeg uiteindelijk zelfbestuur in 1961. In 1962 werden de verkiezingen gewonnen door de Democratic Labour Party, aangevoerd door Errol Walton Barrow, die premier werd na de onafhankelijkheid op 30 november 1966. Sinds 2018 is Mia Mottley van de Barbados Labour Party premier. Ze is de eerste vrouwelijke regeringsleider van het land.
Op 6 oktober 2021 werd het wetsvoorstel aangenomen, waarbij het ambt van president binnen de grondwet werd vastgelegd ter vervanging van Elizabeth II als Koningin van Barbados. Op 30 november 2021 werd de eerste president, Sandra Mason ingezworen. Mason was sinds 2018 de Gouverneur-Generaal van Barbados en werd door de eerste minister en de leider van de oppositie genomineerd en daarna verkozen door het parlement. Politici werden jarenlang weerhouden om de volledige onafhankelijkheid uit te roepen, vanwege een negatief advies twintig jaar eerder dat waarschuwde voor mislukte experimenten in Guyana en Suriname.

## Staatsinrichting

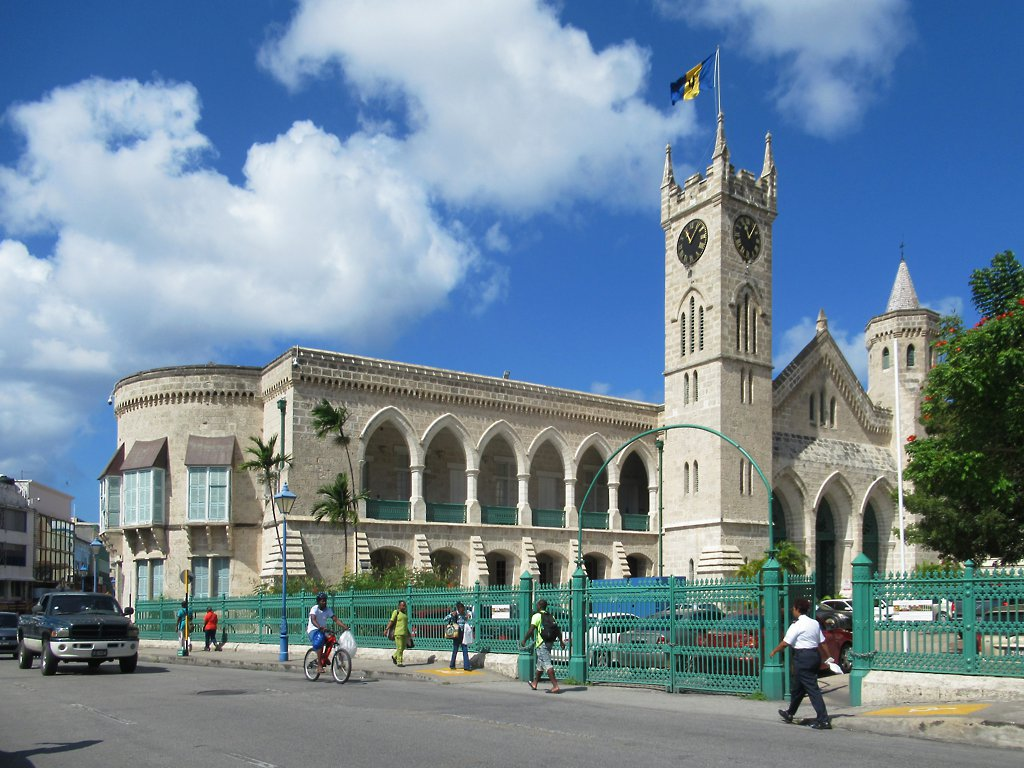
Het Parlementsgebouw

Barbados is een parlementair democratische republiek met een president aan het hoofd. De republiek werd op 30 november 2021 uitgeroepen en verving koningin Elizabeth II als staatshoofd. Het land bleef evenwel lid van het Britse Gemenebest. Sandra Mason werd de eerste president van het land. Zij was tevens de laatste gouverneur-generaal van Barbados.
De uitvoerende macht ligt in de handen van de president en het kabinet. De premier is meestal de leider van de grootste partij. Het parlement bestaat uit twee kamers. Het lagerhuis, de Assemblée, bestaat uit dertig leden. Zij worden via algemeen kiesrecht gekozen. Het hogerhuis, de Senaat, bestaat uit 21 leden. Zij worden door de president aangewezen.

Barbados heeft een ridderorde, de Orde van Sint-Andreas.
Barbados is lid van de Caribische Gemeenschap (Caricom).

### Politieke partijen
De voornaamste partijen op Barbados zijn:
- Barbados Labour Party (Arbeiderspartij van Barbados, sociaaldemocratisch)
- Democratic Labour Party (Democratische Arbeiderspartij, sociaaldemocratisch)
- National Democratic Party (Nationaal-Democratische Partij, sociaaldemocratisch)

### Bestuurlijke indeling
Barbados kent naast de centrale overheid als enige bestuurslaag de constituencies. De Nederlandse vertaling van constituencies is in het algemeen kiesdistricten, maar die vertaling is hier verwarrend. De constituencies hebben een benoemde raad. Deze zgn. constituency councils hebben een rol op het gebied van lokaal bestuur.
Historisch is het land verdeeld in elf parishes. Deze zijn ontstaan in 1645, maar hebben sinds 1967 geen politieke functie meer. In het dagelijks leven spelen ze wel nog een rol voor bijvoorbeeld plaatsaanduiding en persoonlijke identiteit.

### Vlag
De vlag van Barbados is aangenomen toen het land onafhankelijk werd op 30 november 1966. De rechthoekige vlag bestaat uit drie verticale banden van dezelfde breedte. De eerste blauwe band staat symbool voor de lucht, het geel staat symbool voor het zand van de stranden en de ander blauwe band staat symbool voor de zee. De drietand staat symbool voor de breuk met het Verenigd Koninkrijk bij de onafhankelijkheid (Britannia hield in de koloniale vlag de drietand vast). Ook verwijst de drietand naar de sterke band die het land met de zee heeft.

## Economie
Het bruto binnenlands product in 2020 is 4,37 miljard dollar en staat op de 165e plaats op de ranglijst van de nationale economieën. Met US$ 15.191 per hoofd van de bevolking bevindt het bruto binnenlands product zich in een internationale vergelijking in het middensegment. De staatsschuld bedraagt 141,7% van het BBP, waardoor Barbados een van de landen met een hoge schuldenlast is. Barbados heeft een werkloosheidspercentage van 12,8%.
Het bruto binnenlands product in 2021 bedraagt 4.871 miljard dollar (16.875 dollar per hoofd van de bevolking).
Het toerisme en de banken zijn momenteel de belangrijkste bron van inkomsten. De industrie bestaat grotendeels uit de raffinage van suikerriet, het belangrijkste exportproduct, hoewel ook rum en melasse worden geproduceerd, alsmede textiel. Het eiland heeft een van de hoogste inkomens van Centraal- en Zuid-Amerika.

## Steden

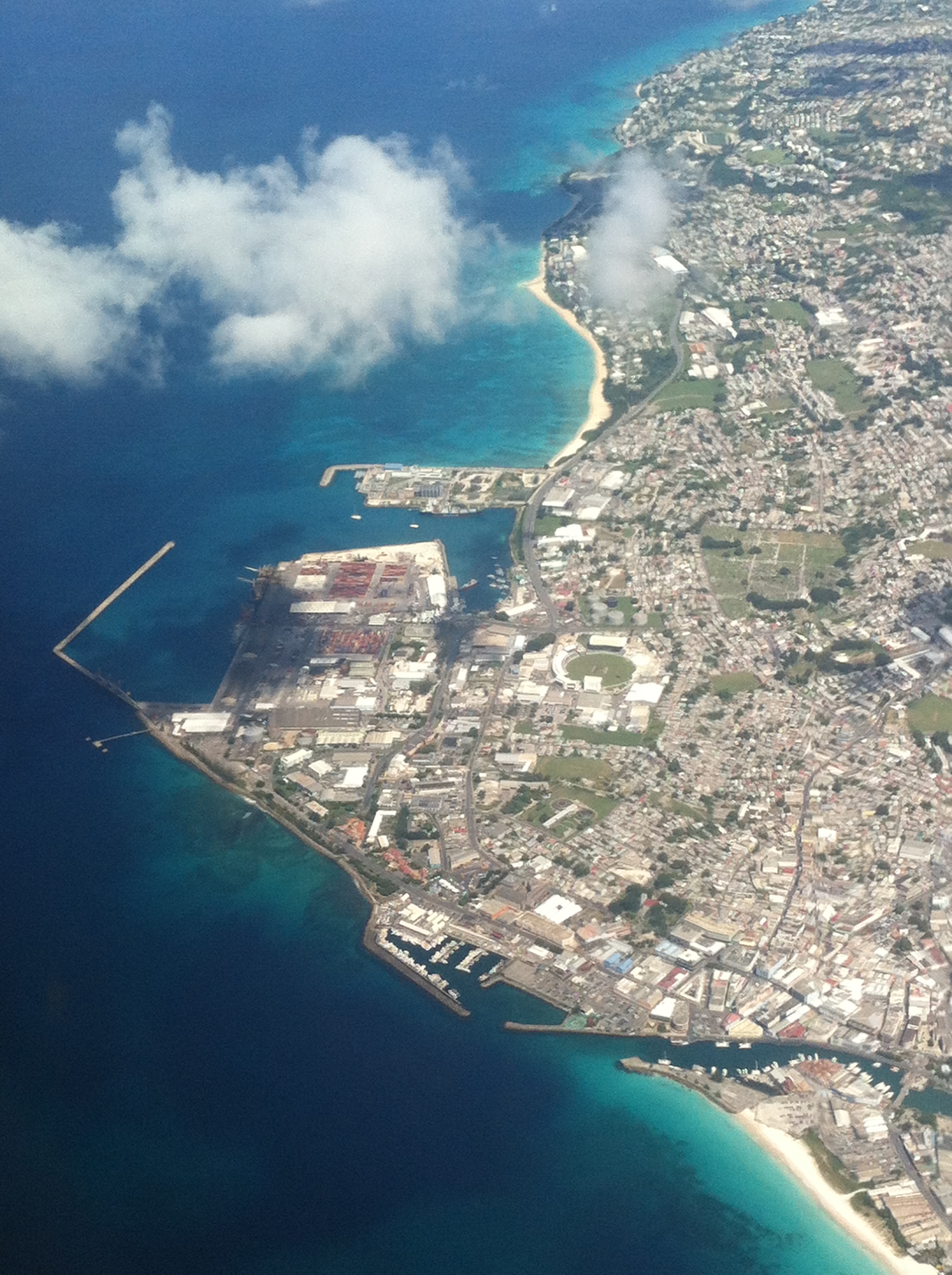
Bridgetown

De hoofdstad van Barbados is Bridgetown (gesticht in 1628). Deze stad telde in 2014 ongeveer 110.000 inwoners.
Steden van minder dan 25.000 inwoners zijn: Greenidge, Spring Hall, Nessfield, Greenland, Saint Andrew, Bruce Vale, Bakers, Speightstown, Westmoreland, Bathsheba, Hillcrest, Holetown, Welchmann Hall, Blackman's, Newcastle, Bath, Lemon Arbour, Todds, Kendal, Whitehaven, Three Houses, The Crane, Six Cross Roads, Carrington, Charnocks (met de enige internationale luchthaven), Oistins, Maxwell's Coast, Carrington, Saint Lawrence, Worthing, Hastings, Bannatyne, Constant, Ellerton, St. George, Rouen, Black Rock, Jackson en Durants.
De zuid- en westkust van het eiland zijn sterk verstedelijkt. Veel van de bovengenoemde steden gaan dan ook naadloos in elkaar over.

## Onderwijs
Het niveau van het onderwijs op Barbados is hoog. Ondanks de beperkte omvang van het eiland zijn er meerdere scholen die universitair onderwijs aanbieden. Scholieren in het middelbaar en basisonderwijs worden streng gedisciplineerd middels lashing (geselen). Officieel mag alleen het hoofd van de school leerlingen slaan, maar in de praktijk hanteren ook veel docenten de liniaal. Slechts een beperkt aantal, soms dure privéscholen en één openbare basisschool doen niet aan lijfstraffen. De privéscholen hebben vaak een sterk oververtegenwoordigd aandeel scholieren van Europese afkomst. Dit is een van de weinige uitingen van de sterke segregatie op het eiland van inwoners van Afrikaanse en Europese afkomst die nog altijd aanwezig is.

## Flora en fauna

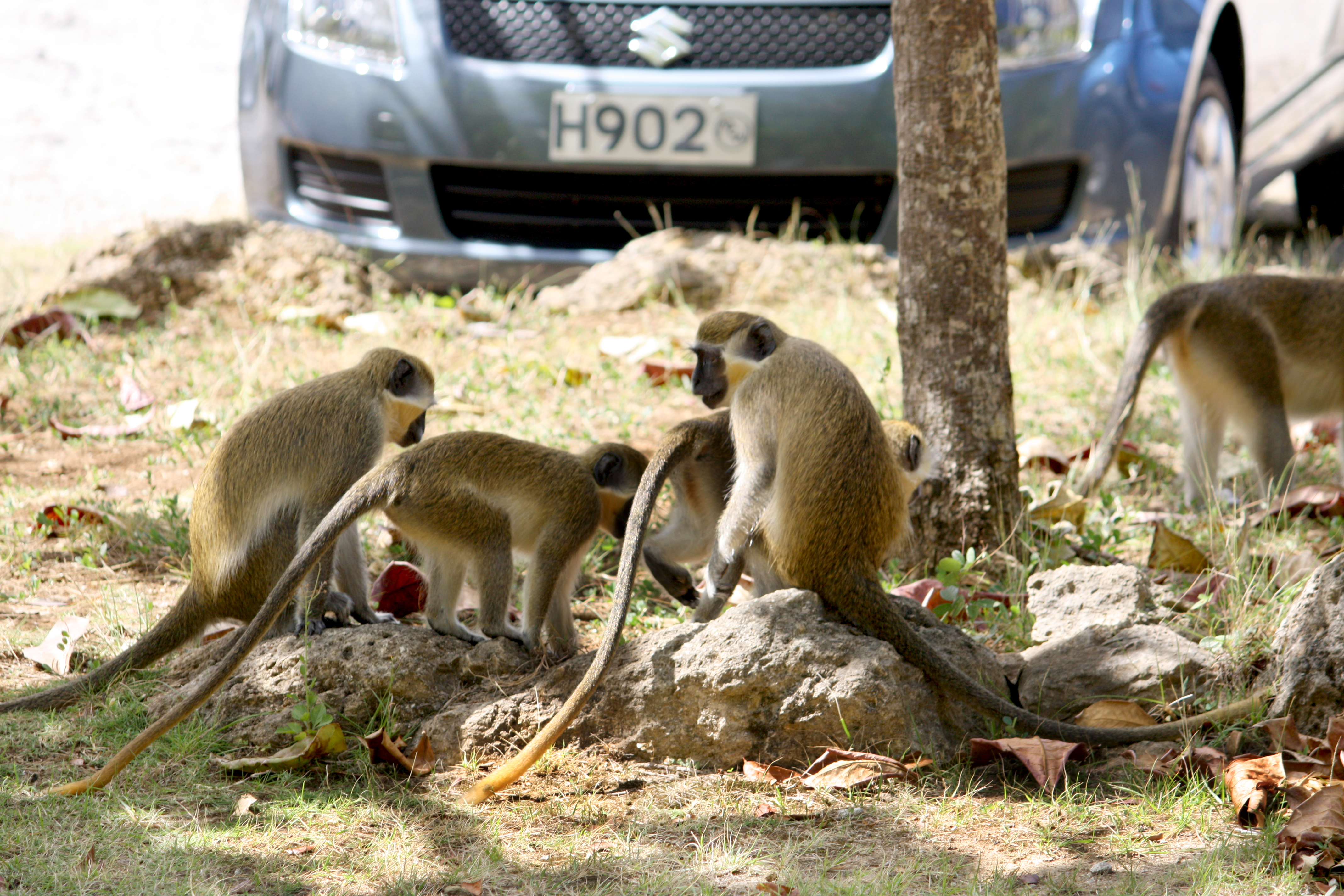
De groene meerkat is oorspronkelijk van West-Afrika.

De flora van Barbados is gedeeltelijk gekapt in de 18de eeuw voor de aanplant van suikerriet maar een aantal kleine stukjes tropisch regenwoud zijn in ravijnen bewaard gebleven.
Langs de kusten en stranden groeien de manzanillaboom, cactus en mangrove. Planten uit de oerwouden van de meer bergachtige eilanden als Trinidad en Saint Lucia vindt men in de fraaie tropische tuinen van Barbados. Soorten als de Heliconia caribaea en Philodendron giganteum vindt men in de tuinen van Barbados.
De fauna van Barbados is minder divers dan die van de andere eilanden van de Kleine Antillen. Dit komt voornamelijk doordat het eiland ver van het vasteland van Zuid-Amerika ligt en er geen andere eilanden tussen Barbados en het vasteland liggen.
Menselijke activiteiten hebben de fauna zeer beïnvloed. Deze invloed bestaat uit ontginning voor het verbouwen van suikerriet, verstedelijking en de introductie van exoten. Dieren die zich het best konden aanpassen aan de mensen zijn er nog volop, terwijl het met de dieren die minder bekwaam waren in het aanpassen het over het algemeen slecht is gegaan.
De Barbadosanolis is een voor Barbados endemische soort, deze hagedissensoort is vanuit Barbados op Saint Lucia uitgezet. De niet-giftige slang Tetracheilostoma carlae is ook een endemische soort. Er leven acht vleermuissoorten op Barbados en ook het bekende aquariumvisje de guppy komt op Barbados voor.

## Bekende personen afkomstig van Barbados
- Stede Bonnet (ca. 1668-1718), militair en piraat
- James Sisnett (1900-2013), supereeuweling
- Lloyd Erskine Sandiford (1937-2023), politicus
- Owen Arthur (1949-2020), politicus
- Sue Gardner (1967), Canadees journaliste; was van 2007 tot 2013 directeur van Wikimedia Foundation
- Obadele Thompson (1976), sprinter
- Shontelle (1985), zangeres
- Rihanna (1988), zangeres
- Ryan Brathwaite (1988), atleet
- Zane Maloney (2003), autocoureur